# 沈金鳌
沈金鳌（1717年—1776年）。 字芊绿，号汲门、又号再平、尊生老人，江苏无锡人，清朝医家。

## 著作
著有《脉象统类》、《诸脉主病诗》、《杂病源流犀烛》、《伤寒论纲目》、《妇科玉尺》、《幼科释迷》、《要药分剂》，总其名曰《沈氏尊生书》。